# Гельбке, Фридрих
Фридрих Фердинанович Гельбке (нем. Carl Friedrich Gelbcke; 1842—1922) — российский филолог, педагог и переводчик. Брат Василия Фердинандовича Гельбке.

## Биография
Карл Фридрих Гельбке родился 1 (13) марта 1842 года в Санкт-Петербурге в семье писателя, композитора и педагога Фердинанда Адольфа Гельбке (1812—1892).

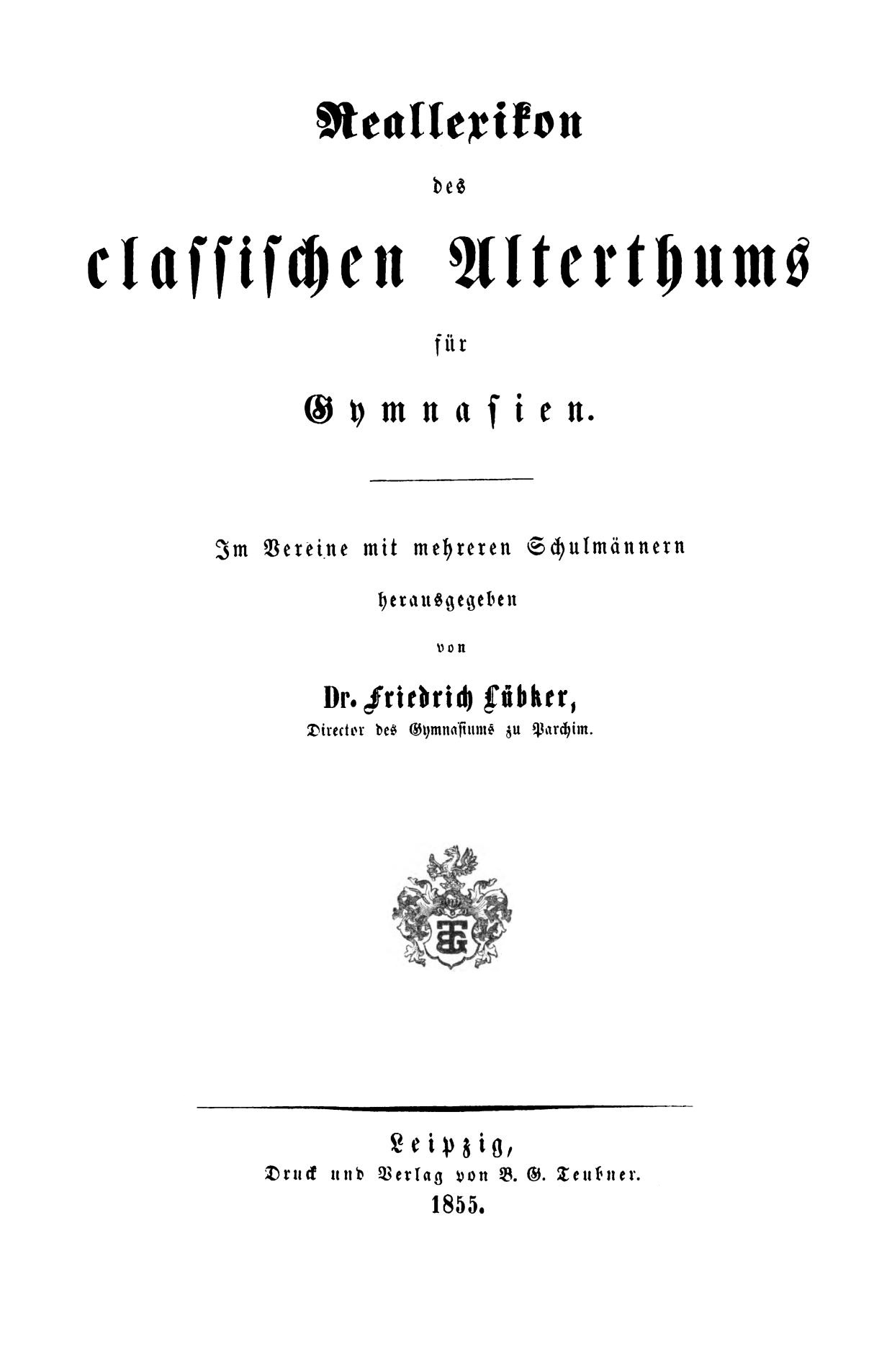

Учился он сперва в училище Святой Анны, которое специально было создано в столице Российской империи для обучения детей немецких поселенцев. После окончания полного гимназического курса училища, не мог в силу возраста поступить в университет и продолжил образование в гимназии Виттенберга, поступив в младшее отделение её старшего класса. В 1860 году поступил на философский факультет Гёттингенского университета, где был принят в студенческое братство под названием «Корпус Ганновера». После трёх семестров продолжил занятия в Берлинском университете, где в 1865 году получил степень доктора философии, защитив диссертацию о Валерии Максимилле. В течение почти двух лет, с осени 1865 года, он преподавал в частном учебном заведении Гофвиль, близ Берна.
Летом 1867 года вернулся в Россию и стал преподавать древние языки в училище Святой Анны и греческий язык в 3-й Санкт-Петербургской гимназии — сначала по найму, а затем (после сдачи экзамена на право преподавания в России), 11 мая 1871 года был зачислен на службу. В 1874 году был назначен инспектором 2-й Санкт-Петербургской гимназии, в 1879 году (до 1887) — окружным инспектором Санкт-Петербургского учебного округа; с 10 мая 1884 года был также членом Учёного комитета Министерства народного просвещения
С 1 января 1888 года состоял в чине действительного статского советника. С 21 июля 1893 года — директор Нежинского историко-филологического института князя Безбородко (до 1907 года).
Учёных трудов не издавал. Самым известным вкладом в науку сделанным Гельбке является участие в переводе на русский язык книги немецкого классического филолога Фридриха Любкера «Реальный словарь классических древностей для гимназий» (нем. «Reallexikon des klassischen Altertums für Gymnasien»). Наряду с Гельбке перевод осуществляли также : А. Д. Вейсман, Э. А. Верт, Л. А. Георгиевский, А. И. Давиденков, В. А. Канский, О. Ю. Клименчич, И. В. Ливанов, Н. В. Рубинский, И. А. Смирнов, П. В. Никитин; все они, как и сам Гельбке, являлись членами «Общества классической филологии и педагогики».
Фридрих Гельбке был женат на уроженке Шернберга Хильде Бреме (нем. Hilda Brehme), но детей не имел.
Умер 2 апреля 1922 года в городе Липпштадт в Германии.

## Награды
- орден Св. Анны 2-й ст. (1885)
- орден Св. Владимира 3-й ст. (1891)
- орден Св. Станислава 3-й ст. (1896)
- орден Св. Анны 1-й ст. (1901)[5]